# Graeme Saunders
Graeme Saunders, född 19 juli 1990, är en kanadensisk seglare.
Saunders tävlade för Kanada vid olympiska sommarspelen 2016 i Rio de Janeiro, där han tillsammans med sin bror Jacob Saunders slutade på 22:a plats i herrarnas 470.